# Szwedzcy posłowie do Parlamentu Europejskiego 1995
Szwedzcy posłowie IV kadencji do Parlamentu Europejskiego delegacji krajowej z 1995 sprawowali mandaty od 1 stycznia 1995, tj. od daty akcesji Szwecji do Unii Europejskiej, do 8 października 1995. Zostali zastąpieni przez deputowanych wybranych w bezpośrednich wyborach przeprowadzonych 17 września 1995.

## Lista posłów
Szwedzka Socjaldemokratyczna Partia Robotnicza
- Birgitta Ahlqvist
- Axel Andersson
- Jan Andersson
- Reynoldh Furustrand
- Inga-Britt Johansson
- Maj-Lis Lööw
- Kristina Persson
- Bengt-Ola Ryttar
- Yvonne Sandberg-Fries
- Maj Britt Theorin
- Tommy Waidelich

Umiarkowana Partia Koalicyjna
- Margaretha af Ugglas
- Charlotte Cederschiöld
- Karin Falkmer
- Per Stenmarck
- Ivar Virgin

Partia Centrum
- Karl Erik Olsson
- Karin Starrin

Ludowa Partia Liberałów
- Hadar Cars

Chrześcijańscy Demokraci
- Holger Gustafsson

Partia Lewicy
- Bengt Hurtig

Partia Zielonych
- Per Gahrton